# 竹内順子
竹内 順子（たけうち じゅんこ、1972年4月5日 - ）は、日本の声優、舞台女優。埼玉県出身。劇団BQMAPおよび尾木プロ THE NEXT所属。

## 来歴
昔は声が嫌いだった。電話での応対で男子に間違われたり、音楽の時間では高い声が出ないためアルトに回され、「ソプラノで歌いたい」と思っていたという。
3歳の頃からクラシックバレエを習っていたが限界を感じ、発表会のたびに踊りだけで表現するよりも言葉で伝えたほうが早いと考えていた。
小さい時は優等生だったといい、学級委員長をしていた。一方、ひねくれてもいたため、教師の言うことは聞かなかった。率先して手を上げて発言するようなタイプであり、好きな教科は国語で、特に朗読は好きだった。学芸会はしたことはなく、小学6年生の時に演劇クラブのようなものに入って何かをしていたと語るが、竹内曰く覚えてないと語る。
中学生くらいの時から芝居に興味を持つようになり、高校時代は演劇部に所属。1991年、佐野日本大学高等学校卒業。高校卒業後の進路を決める時に、「将来は役者になれたら」とは思ったが、両親は「できれば大学に進学してほしい、演劇の専門学校に行きたいなら自分のお金でいけ」と言っており、演劇のような不確実な進路を薦めるわけもなく「誰も後押しはしてくれないんだな」と痛感し、折衷案として、日本大学芸術学部の演劇学科に進学したが、2年になってすぐ大学を中途退学した。劇団BQMAPの舞台に何度か客演した後、「劇団員にならないか」と声をかけられ同劇団に所属する。その傍ら、アルバイトで政治秘書などを務め、ネルケプランニングに演劇業務を依頼した関係でラブライブ（現：尾木プロ THE NEXT）に所属。声の仕事に興味を持ったのは、劇団の公演を観に来てくれた客のアンケートからである。「声優みたいですね」、「声の仕事をしてみたらどうですか」といったアンケート回答が寄せられるようになって、「そういう仕事をしてみたい」と思うようになった。その時に劇団の制作を担当していた先輩が声の仕事をキャスティングする会社でアルバイトをすることになり、のちに所属する事務所からの仕事を受けて、声のサンプルを作っていたため、「これはチャンスだから」と劇団員全員のボイスサンプルを製作。その先輩に「売り込んで！」と売り込んでいたという。それまで色々なアルバイトをしてきたが、稽古、公演に合わせて休みを取ったりしないと中々長期でできるアルバイト先が見つからず、短期バイトを繰り返していた。その時に「声の仕事ならばきっと長く続けられる、そのための努力もできる、私は絶対に声の仕事がしたい」と思い、ボイスサンプル製作にも取り組んでいた。声の仕事を始めた理由は「食うため」であり、声の仕事は「自分の一生の職業にしたい」と思っており、「夢といったではなく現実的な職業、技能を発揮できるところでお金がもらえるなら、そういう場所で生きていきたい」という一心だった。舞台女優を続けながら、ボイスサンプルを製作して間もなく声優としてもデビューした。
2011年に第5回声優アワードにてキッズファミリー賞、2012年に第6回声優アワードにてシナジー賞（『イナズマイレブン』シリーズ）を受賞。
2022年からアメリカのYoutubeクリエイターであるMrBeastの日本語吹き替えを務めている。2023年にMrBeast本人と面会し、その動画が公開されたことで判明した。

## 特色
声優業では『NARUTO -ナルト-』のうずまきナルトのような少年役のほか、少女役や動物役など、幅広い役柄をこなす。『TVで発見!!たまごっち』では作中に登場する全てのたまごっちの鳴き声をアドリブで演じている。舞台では、身長が低いということもあり、守られる側の女性を演じることが多いという。
チャン・リーメイによると演じる中のでも凄く遊ぶといい、遊ぶ上に、完璧で、勉強になるという。
声優の仕事をしていく上でのモットーは「ウソをつかないこと」。

### 少年役について
声優を始めたばかりの頃は女性が少年を演じることに敷居の高さを感じていたが、『発明BOYカニパン』でとっかかりが分かり、『メダロット』でひとつの方法論を確立したという。竹内は「メタビーを演じたことで、ナルトを演じられるようになったんじゃないか」と語っている。また、少年役を演じる上では「カッコイイ斜め角度なイメージではなくて、普段のカッコ悪いところこそ大事に演じている」と語っている。

## 人物・エピソード
- 2人の兄を持つ末っ子（3人兄妹）[10]。一番上の兄とは6つ離れ、二番目の兄とは3つ離れている[19]。
- 大の猫好きで猫を4匹飼っている（名前は殿下、ひな、わか、みこ）[9]。「自分のエネルギー源」「家に帰ると猫の腹毛に顔をバフッとうずめるんです、そうすると疲れが消えていくんです」と語ったこともある[18]。
- 特技はバレエ[4]。趣味はイラスト[4]。また、『HUNTER×HUNTER R』では相方の三橋加奈子を驚かせるほどの早口言葉を披露している。
- 『週刊少年ジャンプ』を購読しており、うずまきナルトのオーディションを受ける時、原作を読むために全巻揃えた[20]。
- 甲斐田ゆき、皆川純子と声優ユニット「AZU」を結成し、2006年から2007年まで『AZUのラジオ』を放送していた。

### うずまきナルトについて
- ナルト役は最初は男性声優が演じる予定だったが、「女性の方がいいだろう」という話になり、三次オーディションまで行った末に竹内に決まった[21]。
- 『NARUTO -ナルト- 疾風伝』では16歳に成長し身長も高くなったナルトをどう演じて良いか分からず、はたけカカシ役の井上和彦に相談したことがある[22]。
- ナルト以外の役では「自分のやる男の子役と正反対だから、白をやってみたい」という[20]。

## 出演
太字はメインキャラクター。

### テレビアニメ
1996年
- こちら葛飾区亀有公園前派出所（1996年 - 2004年、婦警、豚平〈2代目〉、電極+、子供、純平の母）
- 水色時代（女子高生、女の子）

1997年
- ケロケロちゃいむ（巨大カマキリ 他）
- こどものおもちゃ（前田、安田幸弘〈2代目〉、薬師寺エリカ）
- TVで発見!!たまごっち（たまごっち）
- 夢のクレヨン王国（1997年 - 1999年、ストンストン）
- るろうに剣心 -明治剣客浪漫譚-（本条鎌足）

1998年
- さくらももこ劇場 コジコジ（キョロ王子、タヌキの子供）
- スーパードール★リカちゃん（テツ）
- それいけ!アンパンマン（1998年 - 2013年、レンガ君、でんくん、はるまきぼうや〈3代目〉）
- 発明BOYカニパン（1998年 - 1999年、カニパン）
- 春庭家の3人目（ゴン）
- ビーストウォーズII 超生命体トランスフォーマー（1998年 - 1999年、ムーン）
- ひみつのアッコちゃん（第3作）（ガンモ、一平）

1999年
- おジャ魔女どれみ（1999年 - 2002年、きみたか、林野まさと、きみたか魔女） - 4シリーズ
- 将太の寿司 心にひびくシャリの味（将太）
- 超発明BOYカニパン（カニパン）
- デジモンアドベンチャー（1999年 - 2000年、ゴマモン / ズドモン）
- HUNTER×HUNTER（第1作）（1999年 - 2001年、ゴン）
- ビーストウォーズネオ 超生命体トランスフォーマー（ブレイク）
- ビックリマン2000（なん婆ディスプ霊、豪速Q）
- メダロット（1999年 - 2001年、メタビー） - 2シリーズ

2000年
- 真・女神転生デビチル（2000年 - 2001年、とけいウサギ、ピフリュス）
- デジモンアドベンチャー02（ゴマモン、イッカクモン）
- 遊☆戯☆王デュエルモンスターズ（海馬モクバ）
- 六門天外モンコレナイト（ケンタ）

2001年
- キャプテン翼（平成版）（2001年 - 2002年、滝一、沢田タケシ）
- しあわせソウのオコジョさん（井澄、チビマモ）
- 電脳冒険記ウェブダイバー（浅羽ナオキ、アナウンサー）
- Dr.リンにきいてみて!（天津、小西侑英）
- ドッとKONIちゃん（ジュンコ）
- バンパイヤン・キッズ（コー）

2002年
- デジモンフロンティア（2002年 - 2003年、神原拓也 / アグニモン / ヴリトラモン / アルダモン / カイゼルグレイモン / スサノオモン）
- NARUTO -ナルト-（うずまきナルト、赤丸）
- 花田少年史（花田徳子）
- ぱにょぱにょデ・ジ・キャラット（サード）
- 満月をさがして（大樹）

2003年
- 明日のナージャ（ムーア）
- 金色のガッシュベル!!（2003年 - 2005年、マルス、テッド）
- 真・女神転生Dチルドレン ライト&ダーク（クロセル）
- ボンバーマンジェッターズ（プーイ）

2004年
- Get Ride! アムドライバー（ビス・ジョバンニ）
- 火の鳥（ナギ）
- メジャー 第1シリーズ（岡村一郎、岡村二郎、岡村三郎）
- MONSTER（2004年 - 2005年、ディーター）

2005年
- おねがいマイメロディ（2005年 - 2009年、クロミ / クルミ・ヌイ、ひつじさん→ピアノちゃん、カイト先輩） - 4シリーズ
- カッパの飼い方（キューちゃん、かっくん、玉田さん）
- 甲虫王者ムシキング 森の民の伝説（ジャイロ）
- 絶対少年（わっくん）
- とっとこハム太郎 はむはむぱらだいちゅ!（アイスくん）

2006年
- 桜蘭高校ホスト部（鷹凰子嗣郎）
- おろしたてミュージカル 練馬大根ブラザーズ（恐妻）
- 家庭教師ヒットマンREBORN!（ランボ）
- シュガシュガルーン（ミハル）
- ふたりはプリキュア Splash Star（星野健太）
- プリンセス・プリンセス（吉川恵）

2007年
- Yes!プリキュア5（2007年 - 2009年、夏木りん / キュアルージュ） - 2シリーズ
- ウエルベールの物語 〜Sisters of Wellber〜（2007年 - 2008年、ティナ・ローター） - 2シリーズ
- CLAYMORE（ノエル）
- サルゲッチュ 〜オンエアー〜 2nd（サトル）
- 少年陰陽師（嵬）
- NARUTO -ナルト- 疾風伝（2007年 - 2017年、うずまきナルト、ヒナ、赤丸、モモ、波風メンマ）

2008年
- イナズマイレブン（2008年 - 2011年、円堂守） - 2024年に総集編『伝説のキックオフ』が劇場公開
- もっけ（古関）

2009年
- 青い文学シリーズ「人間失格」（竹一）
- エグザムライ（夢千代）
- 銀魂（2009年 - 2011年、北大路大五郎） - 2シリーズ
- 極上!!めちゃモテ委員長（剣崎麗）
- ジュエルペット（2009年 - 2014年、ミント、トール、タータ、ラピス） - 6シリーズ
- 続 夏目友人帳（石尾カイ）

2010年
- 学園黙示録 HIGHSCHOOL OF THE DEAD（南リカ）

2011年
- イナズマイレブンGO（2011年 - 2013年、円堂守、メカ円堂） - 3シリーズ
- ぬらりひょんの孫 千年魔京（鵺）
- ポケットモンスター ベストウイッシュ（アラタ）
- ONE PIECE（2011年 - 2024年、サボ〈幼少期〉）

2012年
- しろくまカフェ（キングペンギンヒナ、田中さん）
- デジモンクロスウォーズ 時を駆ける少年ハンターたち（神原拓也）
- ドラえもん（テレビ朝日版第2期）（2012年 - 2019年、ガンタ）
- NARUTO -ナルト- SD ロック・リーの青春フルパワー忍伝（うずまきナルト、赤丸）

2013年
- ポケットモンスター THE ORIGIN（レッド）
- ゆうとくんがいく（ゆうと）

2014年
- 金田一少年の事件簿R（厳島蘭子）
- ハピネスチャージプリキュア!（キュアルージュ）

2015年
- 境界のRINNE（ヨータくん）
- 蒼穹のファフナー EXODUS（鏑木香奈恵）
- ONE PIECE エピソードオブサボ 〜3兄弟の絆 奇跡の再会と受け継がれる意志〜（サボ〈幼少期〉）

2016年
- カミワザ・ワンダ（2016年 - 2017年、マイティ、バグアートミン、カタスミン）
- こちら葛飾区亀有公園前派出所 THE FINAL 両津勘吉 最後の日（サブリナ王女）
- にゃんぼー!（ミケ）

2017年
- 鬼平（音松）
- ベイブレードバースト ゴッド（クーザ・アッカーマン）
- リトルウィッチアカデミア（クロワ・メリディエス、過去の声）
- BORUTO-ボルト- NARUTO NEXT GENERATIONS（2017年 - 2023年、うずまきナルト）
- モンスターハンター ストーリーズ RIDE ON（トラオ）

2018年
- 恋は雨上がりのように（勇斗）
- おしりたんてい（ブー・ブーたろう）
- イナズマイレブン アレスの天秤（2018年 - 2019年、円堂守） - 2シリーズ

2019年
- ポケットモンスター サン&ムーン（ハプウ）
- どろろ（助六）
- ポプテピピック TVスペシャル 白虎ver.（ポプ子〈第14話Aパート〉）

2020年
- 痛いのは嫌なので防御力に極振りしたいと思います。（2020年 - 2023年、管理者E） - 2シリーズ
- デジモンアドベンチャー:（2020年 - 2021年、ゴマモン）

2021年
- マジカパーティ（2021年 - 2022年、バルニャー）
- 100万の命の上に俺は立っている（ゲームマスター）

2022年
- 乙女ゲー世界はモブに厳しい世界です（カイル）
- 魔入りました!入間くん（2022年 - 2023年、バルバトス・バチコ）

2023年
- キボウノチカラ〜オトナプリキュア'23〜（夏木りん、星野健太）
- ドッグシグナル（角田澄代）

2024年
- 貼りまわれ!こいぬ（ちび犬、ピレ姐さん） - 2シリーズ
- Nyaaaanvy（ノラ）
- ハイガクラ（一葉〈少年期〉）

2025年
- ひみつのアイプリ（クロミ）
- ガンバレ!中村くん!!

### 劇場アニメ
1999年
- こちら葛飾区亀有公園前派出所 THE MOVIE（レポーター）

2000年
- デジモンアドベンチャー シリーズ（2000年 - 2020年、ゴマモン） - 3作品

2002年
- デジモンフロンティア 古代デジモン復活!（神原拓也）

2004年
- 劇場版 NARUTO -ナルト- シリーズ（2004年 - 2015年、うずまきナルト、波風メンマ） - 14作品
- 遊☆戯☆王デュエルモンスターズ 光のピラミッド（海馬モクバ）

2006年
- 映画 プリキュア シリーズ（2006年 - 2021年、星野健太、夏木りん / キュアルージュ / キュアルージュ〈レインボー〉） - 9作品
- はなれ砦のヨナ（ピゴット）

2007年
- ピアノの森（ハミ）

2008年
- 映画! たまごっち うちゅーいちハッピーな物語!?（ききっち）

2009年
- きかんしゃ やえもん（マウ）

2010年
- 劇場版イナズマイレブン  シリーズ（2010年 - 2014年、円堂守） - 4作品
- プランゼット（吉澤ユウラ）

2011年
- 手塚治虫のブッダ -赤い砂漠よ!美しく-（幼少期のチャプラ）
- 星を追う子ども（ミミ）

2012年
- おねがいマイメロディ 友&愛（クロミ）

2014年
- 劇場版 ゆうとくんがいく（ゆうと）

2015年
- あなたをずっとあいしてる（トロン（ティラノサウルス）〈少年期〉）
- ポケモン・ザ・ムービーXY 光輪の超魔神 フーパ（バルザ〈幼少〉）

2016年
- 遊☆戯☆王 THE DARK SIDE OF DIMENSIONS（海馬モクバ）

2019年
- 映画 この素晴らしい世界に祝福を!紅伝説（女オーク）

2024年
- 映画 イナズマイレブン総集編 伝説のキックオフ（円堂守）

### OVA
1997年
- AIKa（ピンク〈ベティ〉）
- フォトン（フォトン・アース）
- ベイビィ★LOVE（瀬戸小春）

1998年
- 世紀末リーダー外伝たけし!（伊丹）

2001年
- R.O.D -READ OR DIE-（脱皮後のファーブル）
- 時空異邦人KYOKO ちょこらにおまかせ!（部下C）
- も〜っと!おジャ魔女どれみ ママといっしょに おしえて♪ももちゃん おやつクッキング（きみたか）

2002年
- HUNTER×HUNTER（ゴン）

2003年
- アーリーレインズ（キャロライン・ホワイト）
- NARUTO -ナルト- 紅き四つ葉のクローバーを探せ（うずまきナルト）
- HUNTER×HUNTER GREED ISLAND（ゴン）

2004年
- おジャ魔女どれみナ・イ・ショ（きみたか）
- NARUTO -ナルト- 滝隠れの死闘 オレが英雄だってばよ!（うずまきナルト）
- HUNTER×HUNTER G・I Final（ゴン）

2005年
- カクレンボ（ヒコラ）

2009年
- 家庭教師ヒットマンREBORN! ジャンプスーパーアニメツアー2009 ボンゴレ式修学旅行、来る! THE COMPLETE MEMORIAL（ランボ）
- NARUTO -ナルト- THE CROSS ROADS（うずまきナルト）

2015年
- デジモンアドベンチャー tri.（2015年 - 2018年、ゴマモン）
- おでまし小魔神フーパ（バルザ）

2018年
- イナズマイレブン Reloaded（円堂守）

### Webアニメ
- 食べちゃったっていいのにな!（2018年、あんぽ柿〈柿〉[65][66]）
- KUROMI’S PRETTY JOURNEY（2023年[67]、クロミ）

### ゲーム
1997年
- こちら葛飾区亀有公園前派出所 ハイテクビル侵攻阻止作戦!の巻（電極+）
- スタースイープ（ドミンゴ）
- るろうに剣心 -明治剣客浪漫譚- 十勇士陰謀編（主人公）

1998年
- ストリートファイターZERO3（レインボー・ミカ）
- 双界儀（汐里ひさぎ）

1999年
- 餓狼 MARK OF THE WOLVES（北斗丸、マーキー）
- ジョジョの奇妙な冒険 ※PS版
- ポップンタンクス!（ボックル）

2000年
- COOL COOL TOON（アンプ）
- メダロット3 カブトバージョン（メタビー）

2001年
- スタートリングアドベンチャーズ 空想3×大冒険（レインボーミカ）

2002年
- おジャ魔女どれみドッカ〜ン!にじいろパラダイス（林野まさと、きみたか）
- 真・女神転生 デビルチルドレン 黒の書・赤の書（ナガヒサ）

2003年
- ゲゲゲの鬼太郎 異聞妖怪奇譚
- ゲゲゲの鬼太郎 逆襲!妖魔大血戦
- NARUTO -ナルト- シリーズ（2003年 - 2017年、うずまきナルト、メカナルト） - 35作品
- メダロットBRAVE（メタビー）

2004年
- 金色のガッシュベル!! 激闘!最強の魔物達（マルス）
- デジモンバトルクロニクル（ゴマモン、フレイモン）

2005年
- コード・エイジ コマンダーズ 〜継ぐ者 継がれる者〜（ジーン）
- 金色のガッシュベル!! うなれ!友情の電撃 ドリームタッグトーナメント（テッド）
- サルゲッチュ3（サトル）
- 新世紀勇者大戦（那由他兆太）
- ラジアータ ストーリーズ（ジャック）

2006年
- 任侠伝 渡世人一代記（竜之助）
- バトルスタジアムD.O.N（うずまきナルト）
- ふたりはプリキュア Splash Star パンパカ★ゲームでぜっこうちょう!（星野健太）
- るろうに剣心 -明治剣客浪漫譚-（2006年 - 2012年、本条鎌足） - 2作品

2007年
- Yes!プリキュア5（夏木りん）
- 家庭教師ヒットマンREBORN!シリーズ（2007年 - 2010年、ランボ） - 16作品

2008年
- イナズマイレブン（2008年 - 2010年、円堂守、円堂カノン） - 3作品

2009年
- 遊☆戯☆王ゼアル デュエルターミナル（海馬モクバ）

2010年
- デジモンクロスウォーズ　超デジカ大戦（神原拓也）

2011年
- イナズマイレブン ストライカーズ（2011年 - 2012年、円堂守、円堂カノン） - 3作品
- イナズマイレブンGO（2011年 - 2013年、円堂守） - 3作品
- ONE PIECE ワンピーベリーマッチW（サボ〈幼少期〉）

2012年
- ガールズRPG シンデレライフ（円堂守）
- 停電いろは珠（ネム）
- Blue Tears（ウォーリア・男）

2013年
- デジモンアドベンチャー（ゴマモン）

2014年
- ジェイスターズ ビクトリーバーサス（うずまきナルト）
- 戦場の円舞曲（魔剣ヴィルヘルム）
- ソニプロ（天城桜）

2015年
- 機動戦士ガンダム エクストリームバーサス マキシブースト（イクス・トリム）
- グランキングダム（テテルバ）
- Goes!（セイム・エリ・ファース）

2016年
- 機動戦士ガンダム エクストリームバーサス マキシブースト ON（イクス・トリム）

2017年
- 妖怪ウォッチ ぷにぷに（2017年 - 2019年、クロミ、円堂守）
- プリキュア つながるぱずるん（夏木りん / キュアルージュ）
- ベイブレードバースト シリーズ（2017年 - 2018年、クーザ・アッカーマン） - 2作品

2018年
- オーディンクラウン（ライル）

2019年
- JUMP FORCE（うずまきナルト）
- ドラゴンクエスト ライバルズ（少年テリー）
- ファイアーエムブレム ヒーローズ（2019年 - 2024年、ルゥ、ルイーズ）
- スターオーシャン:アナムネシス（ジャック・ラッセル）
- 東京放課後サモナーズ（コロポックル、ティダ）

2020年
- イナズマイレブン SD（円堂守）

2021年
- ぷよぷよ!!クエスト（キュアルージュ）
- クッキーラン: キングダム（勇敢なクッキー）

2022年
- SINoALICE -シノアリス-（クロミ）
- 東方ダンマクカグラ（驪駒早鬼）

2023年
- グランブルーファンタジー（クロミ）
- 共闘ことばRPG コトダマン（ゴマモン / ズドモン）
- 御伽活劇 豆狸のバケル 〜オラクル祭太郎の祭難!!〜（バケル）

2024年
- 金色のガッシュベル!! 永遠の絆の仲間たち（マルス）
- 原神（アハウ）
- パズドラ（ゴマモン / イッカクモン / ズドモン）

### ドラマCD
- Yes!プリキュア5 キャラクター&Vocalアルバム2 ココ&ナッツ〜先生と店長〜（夏木りん）
- イナズマイレブン 「復活の絆!!」（円堂守）
- ウエルベールの物語（ティナ・ローター）
- 俺たちのステップ STEP-3 〜お願い… 笑って、許して！〜（コベ・カズミ）
- 革命の日（吉川恵）
- 君と僕。（橘千鶴）
- クロックタワー3（アイリーン）
- Goes!ドラマCDシリーズ（セイム・エリ・ファース）
- コーセルテルの竜術士物語 シリーズ（サータ）
  - コーセルテルの竜術士物語
  - コーセルテルの竜術士物語 〜海に行く話〜
- ゴミ溜めPEACE（ケイト・C・ミリオン）
- 地獄堂霊界通信（金森てつし）※コミックス第6巻ドラマCD付き特装版[87]
- 仕立屋工房 Artelier Collection ドラマCD 2・3（クオリ）
- 少年陰陽師 風音編（嵬）
- 少年CD（航、祥太朗、英人）[88]
- ストリートファイターZERO3 ドラマアルバム（R.ミカ）
- 戦国武将物語〜姫編〜（第五話「甲斐姫物語」）
- ソウルイーター（マカ＝アルバーン）
- 戦う!セバスチャン（デーデマン）
- TAKETORI シリーズ（ユキ）
- ディア マイン（和久寺寿千代）
- 停電少女と羽蟲のオーケストラ シリーズ（ネム）
  - 停電少女と羽蟲のオーケストラ 第一楽章：蛍
  - 停電少女と羽蟲のオーケストラ 第二楽章：宴
  - 停電少女と羽蟲のオーケストラ 第三楽章：命
  - 停電少女と羽蟲のオーケストラ 第四楽章：棺
  - 停電少女と羽蟲のオーケストラ 第五楽章：涙
  - 停電少女と羽蟲のオーケストラ 最終楽章：光
  - 停電少女と羽蟲のオーケストラ 旋律、零。
  - 停電少女と羽蟲のオーケストラ 真夏ノ雪虫
  - 停電少女と羽蟲のオーケストラ 虫喰和歌集：蜜蜂
  - 劇場版　停電少女と羽蟲のオーケストラ-深淵からの招待状-
- デジモンフロンティア オリジナルストーリー 伝えたいこと（神原拓也）
- 鉄道むすめ（とぶっち）
- 天高く、雲は流れ（ユンファ）
- NARUTO -ナルト- シリーズ（うずまきナルト）
  - 巻ノ一 忍者は大変だってばよ!
  - 巻ノ弐 日々コレ精進だってばよ!
  - 巻ノ三 これが忍の道だってばよ!!
- バレスタ サード 第3巻（天花寺舞）
- HUNTER×HUNTER シリーズ（ゴン＝フリークス）
- 毎日晴天!（帯刀真弓）
- 薬師寺涼子の怪奇事件簿（香苗）
- Yours for an Hour 〜はじまりは1時間から〜（陽本春）

### 吹き替え

#### 担当俳優
ダヴィード・マズーズ
- クリミナル・マインド7 FBI行動分析課 #10（ライアン・ホール）
- TOUCH/タッチ（ジェイク・ボーム）
- 私はラブ・リーガル6 フィナーレ #4（ライアン・ハッチャー）

#### 映画（吹き替え）
- ウィキッド ふたりの魔女（ミス・コドル〈キアラ・セトル〉[89]）
- COP CAR/コップ・カー（トラヴィス〈ジェームズ・フリードソン＝ジャクソン〉）
- 最後に恋に勝つルール（エミリー〈アマンダ・ピート〉）
- G.I.ジョー:漆黒のスネークアイズ（バロネス〈ウルスラ・コルベロ〉[90]）
- CITY OF GOD（ブスカペ少年）
- テッセラクト（ウィット）
- ナビゲイター（デビッド・フリーマン〈ジョーイ・クレイマー〉）※VOD版
- ハート・ロッカー（ベッカム）
- パール・ハーバー（ダニー少年）
- ビタースウィート（テッサ）
- フレイルティー 妄執（子供の頃のフェントン〈マット・オリアリー〉）
- ホステージ（トミー・スミス〈ジミー・ベネット〉）※テレビ朝日版
- マペットのメリー・クリスマス（本人〈モリー・シャノン〉）
- モナリザ・スマイル（コンスタンス・“コニー”・ベイカー〈ジニファー・グッドウィン〉）
- ライラの冒険 黄金の羅針盤（ビリー・コスタ〈チャーリー・ロウ〉）※テレビ朝日版

#### ドラマ
- エルズベス（カヤ・ブランケ〈カーラ・パターソン〉）
- 恐竜SFドラマ プライミーバル 第3章 #7
- グレイズ・アナトミー（カミール）
- スーパーナチュラル（少年時代のサム・ウィンチェスター）
- 超能力ファミリー サンダーマン2 #16
- 24 -TWENTY FOUR-（ルーシー）
- パムの秘密-ある主婦の知られざる顔-（アスキー〈ジュディ・グリア〉[91]）
- プライベート・プラクティス3 #20（オリヴァー）
- BULL / ブル 法廷を操る男（マリッサ・モーガン〈ジェニーヴァ・カー〉）
- ブラザーズ&シスターズ ファイナル・シーズン（オリヴィア）
- Hey!レイモンド（ジュディ）
- ミディアム3 霊能者アリソン・デュボア #15（イジー）
- リッチー・リッチ（Netflix リブート版）（リッチー・リッチ）

#### アニメ
- ウィッチ -W.I.T.C.H.-（タラネー・クック）
- おかしなガムボール（ガムボール・ワタソン）
- おさるのジョージ（ビル）
- ガーゴイルズ（アンジェラ、エリサ・マーザの同僚警官）
- ズートピア（ベルウェザー副市長[92]）
- 転生宗主の覇道譚 〜すべてを呑み込むサカナと這い上がる〜（龍逆天〈リュウ・ギャクテン〉[93][初出 2]）
- トイ・ストーリー4（ギグル・マクディンプルズ[94]）
  - ボー・ピープはどこに?
- ともだちなんだもん! 〜コウモリのステラルーナ〜（フラップ）
- ミュータント・タートルズ:ミュータント・パニック！（2023年9月22日公開予定）（ウイングナット[95]）
- 魁抜（中国語版）（蛮吉）
- ラプンツェル ザ・シリーズ（セラフィーナ）

### ナレーション
- 目指せ三ツ星！天才小学生料理人
- 東京REMIX族（J-WAVE）
- オデッサの階段 (テレビ番組)
- 伝えてピカッチ（NHK総合）

### CM
- 三共 (パチンコ) フィーバー大夏祭り CM（花菱テンカ）
- ショウワノート ジャポニカ学習帳 CM（ジャポニカ王子）
- NARUTO -ナルト- TVCM
- NARUTO -ナルト- 疾風伝EDテーマ「だめだめだ」TVCM（ナレーション）
- HONDA N-BOX（Nコロくん）

### 映画
- 妖怪大戦争（2005年、すねこすりの声）

### 舞台
- 天は屋根、空は窓（1996年、1999年）
- 蜃気楼列車（1999年）
- ミュージカル HUNTER×HUNTER（2000年12月 / 再演：2001年8月） - ゴン＝フリークス（レディー・ジャンゴ） 役
- ミュージカル HUNTER×HUNTER ナイトメア・オブ・ゾルディック（2002年8月） - ゴン＝フリークス 役
- リアルステージ HUNTER×HUNTER「A Longing for Phalcnothdk 〜蜘蛛の記憶〜」（2004年8月） - ゴン＝フリークス 役

BQMAP
- ミュージカル「センチメンタルタイガー」（1999年12月） - アリス 役
- ミュージカル「月感アンモナイト」（2001年3月）[96]
- ミュージカル「プリオシンの竜骨」（2002年2月） - ジョバンニ 役

### テレビ
- アニソンぷらす（ゲスト出演）
- アニメマシテ（ゲスト出演）
- お願い!ランキングGOLD（2011年11月12日放送） - うずまきナルトとキュアルージュの声優として顔出し出演
- サキよみ ジャンBANG!（ゲスト出演）
- 双方向クイズ 天下統一（2014年2月1日放送）
- 大胆MAP（2008年4月6日放送） - うずまきナルトの声優として顔出し出演
- 特捜警察ジャンポリス（ゲスト出演） - 声の出演
- NARUTO -ナルト- 疾風伝 ナルティメットアクセル3 CM - うずまきナルトの声優として顔出し出演
- ピラメキーノ - 円堂守の声優として顔出し出演
- ボイスパワー2010〜あなたに響け!あの声、あの歌、あのセリフ〜「あの声にあいたい」（2010年8月22日放送）
- 天才てれびくんYOU（2017年 - 2018年） - ふだざえもんの声
- ファンファンキティ!（2020年4月 - ） - クロミの声

### DVD
- オー!NARUTOニッポン DVDスペシャル
- 家庭教師ヒットマンREBORN! ボンゴレ最強のカルネヴァーレ
- 停電夏祭り
  - EVENT DVD ZIGZAG4
  - いざ宵、オルケストラ。
- 錻力のマリ・アンペール（初ヶ谷寧々）
- ミュージカル HUNTER×HUNTER

### ラジオ

#### 放送（配信）中
- ガーリー大学（JOYSOUND配信の携帯限定ラジオ風コンテンツ）
- 竹内順子のTake a Chance ラジオ!（HiBiKi Radio Station）

#### 放送（配信）終了
- AZUのラジオ（ラジオ大阪）
- ウエルベールの物語 〜ラジオの章〜（音泉）
- オー!NARUTOニッポン（ラジオ大阪・文化放送）
  - NARUTO Radio 疾風迅雷（ラジオ大阪・文化放送）
- スタカタケン（USEN）
- 停電ラジヲ戒
- ねおちゅぴ（ラジオ大阪・2代目パーソナリティ）
- ぽきゅっぱ（ラジオ大阪）
- ハンター×ハンターR（ラジオ大阪）

#### ラジオドラマ
- NHK-FM 青春アドベンチャー やけっぱちのマリア（焼野矢八）

### ラジオ関連CD
- AZUのラジオ
- Yes!プリキュア5GoGo! Webラジオ CLUB ココ&ナッツ Vol.2（第11回ゲスト）・Vol.5（第38回ゲスト）
- オー!NARUTOニッポン
  - NARUTO Radio 疾風迅雷
- DJCD 神戸前向女学院。II（第15回ゲスト）
- 停電万葉集 第一首 - 第三首
  - 停電ラジヲ戒 万葉集 来客篇
  - 停電ラジヲ戒 万葉集 最後の日常篇
- ハンター×ハンターR
- (有)チェリーベル分室『日雇いフラグラ・アイランド!』special.5 声優ガチンコ対談番組“THE MARUHADAKA”竹内順子編

### デジタルコミック
- VOMIC 家庭教師ヒットマンREBORN!（ランボ）
- VOMIC NARUTO -ナルト-（うずまきナルト）
- VOMIC NARUTO -ナルト- 劇場版公開記念バージョン（うずまきナルト）
- VOMIC ロック・リーの青春フルパワー忍伝（うずまきナルト）

### その他コンテンツ
- タイヨーエレック CRアレパチ連発おはな（おはな）
- 鳴門市阿波おどり×NARUTO -ナルト-ラッピングバス 鳴門市観光案内のアナウンス
- 鳴門市高速バス停 スロープカー「すろっぴー」観光案内メッセージのアナウンス
- ビーストウォーズ情報テレフォン（ムーン、ブレイク）
- マクドナルド週末限定キャンペーン景品用DVD 限定たまごっちスペシャルDVD（レジっち、ききっち）
- 劇場版『遊☆戯☆王』公開直前SP!永遠の好敵手（ライバル）!遊戯と海馬（海馬モクバの声）
- アメリカのYouTuber「MrBeast」のYouTube音声トラック日本語版Mrbeast役吹き替え[15]
- Clock over ORQUESTA（不破十紀人（少年）[97]）

## ディスコグラフィ

### キャラクターソング
| 発売日   | 商品名                                                                                              | 歌 | 楽曲 | 備考                                                                            |
| 1999年   | 1999年                                                                                              | 1999年 | 1999年 | 1999年                                                                          |
| -------- | --------------------------------------------------------------------------------------------------- | --- | --- | ------------------------------------------------------------------------------- |
| 11月3日  | 1+1=∞(MUGEN)                                                                                        | メタビー（竹内順子）、イッキ（山崎みちる） | 「1+1=∞(MUGEN)」                                                                                                  | テレビアニメ『メダロット』 関連曲                                               |
| 2000年   | | | |                                                                                 |
| 6月21日  | デジモンアドベンチャー02 ベストパートナー (4) 城戸 丈&ゴマモン                                      | ゴマモン（竹内順子） | 「無敵のバタ足」                                                                                                  | テレビアニメ『デジモンアドベンチャー02』 関連曲                                 |
| 6月21日  | デジモンアドベンチャー02 ベストパートナー (4) 城戸 丈&ゴマモン                                      | 城戸 丈（菊池正美）、ゴマモン（竹内順子） | 「空をクロール」                                                                                                  | テレビアニメ『デジモンアドベンチャー02』 関連曲                                 |
| 2001年   | | | |                                                                                 |
| 1月24日  | HUNTER×HUNTER キャラクターボーカルソングブック                                                      | ゴン＝フリークス（竹内順子）、キルア＝ゾルディック（三橋加奈子） | 「とびら」 | テレビアニメ『HUNTER×HUNTER』 関連曲                                            |
| 1月24日  | HUNTER×HUNTER キャラクターボーカルソングブック                                                      | ゴン＝フリークス（竹内順子） | 「風向きが変わったら」                                                                                            | テレビアニメ『HUNTER×HUNTER』 関連曲                                            |
| 1月24日  | HUNTER×HUNTER キャラクターボーカルソングブック                                                      | ゴン＝フリークス（竹内順子）、キルア＝ゾルディック（三橋加奈子）、クラピカ（甲斐田ゆき）、レオリオ（郷田ほづみ）                                                                 | 「ハンター音頭」                                                                                                  | テレビアニメ『HUNTER×HUNTER』 関連曲                                            |
| 2002年   | | | |                                                                                 |
| 10月2日  | デジモンフロンティア キャラクターソングコレクション「サラマンダー」                                 | 神原拓也（竹内順子） | 「サラマンダー 〜拓也のテーマ〜」                                                                                 | テレビアニメ『デジモンフロンティア』 挿入歌                                     |
| 10月23日 | おジャ魔女どれみドッカーン!CDくらぶ その5「おジャ魔女キャラクターヴォーカルコレクション・6年1組篇」 | 林野まさと（竹内順子） | 「アゴより愛をこめて」                                                                                            | テレビアニメ『おジャ魔女どれみドッカ〜ン!』 関連曲                              |
| 11月3日  | デジモンフロンティア クリスマススマイル                                                             | スピリットシンガーズ | 「More More Happy Christmas」                                                                                     | テレビアニメ『デジモンフロンティア』 関連曲                                     |
| 11月3日  | デジモンフロンティア クリスマススマイル                                                             | スピリットシンガーズ | 「With The Will」                                                                                                 | テレビアニメ『デジモンフロンティア』 関連曲                                     |
| 2003年   | | | |                                                                                 |
| 4月2日   | デジモンフロンティア ベストヒットパレード                                                           | 神原拓也（竹内順子）、源輝二（神谷浩史） | 「Get The Biggest Fire!!」                                                                                        | テレビアニメ『デジモンフロンティア』 関連曲                                     |
| 2004年   | | | |                                                                                 |
| 8月18日  | GYU-RU-RU                                                                                           | うずまきナルト（竹内順子） | 「GYU-RU-RU」 | テレビアニメ『NARUTO -ナルト-』 関連曲                                          |
| 2005年   | | | |                                                                                 |
| 5月25日  | 金色のガッシュベル!! キャラクターソングシリーズ ガッシュwithベストフレンズ                          | テッド（竹内順子） | 「友よ」 | テレビアニメ『金色のガッシュ!!』 関連曲                                         |
| 8月3日   | NARUTO 音頭                                                                                         | うずまきナルト（竹内順子）、春野サクラ（中村千絵） | 「NARUTO音頭」 | テレビアニメ『NARUTO -ナルト-』 関連曲                                          |
| 8月24日  | おねがいマイメロディ キャラクターソングアルバム黒盤                                                 | クロミ（竹内順子） | 「クロミパンク」 「オトメロディー」 「クロミの夢はいつ開く」 「クロイヒトミ 〜クルミ・ヌイ Ver.〜」               | テレビアニメ『おねがいマイメロディ』 関連曲                                     |
| 8月24日  | おねがいマイメロディ キャラクターソングアルバム黒盤                                                 | クロミ（竹内順子）、バク（前田登） | 「愛・終列車」 | テレビアニメ『おねがいマイメロディ』 関連曲                                     |
| 2006年   | | | |                                                                                 |
| 4月5日   | おねがいマイメロディ マイ・ベスト・メロディーズ                                                     | 夢防衛少女隊 | 「ドリーム!ドリーム!ドリーム!」                                                                                   | テレビアニメ『おねがいマイメロディ』 関連曲                                     |
| 10月4日  | Queen of Nightmare                                                                                  | クロミ（竹内順子） | 「クロミパンク'06」 「ぶっちぎり☆逃亡天使」 「アタイはクロミ!」 「クルミロンド（by クロミ〜クルミ・ヌイVer.〜）」 | テレビアニメ『おねがいマイメロディ 〜くるくるシャッフル!〜』 関連曲             |
| 10月4日  | Queen of Nightmare                                                                                  | クロミ（竹内順子） | 「ロミーの夢」 | テレビアニメ『おねがいマイメロディ 〜くるくるシャッフル!〜』 エンディングテーマ |
| 2007年   | | | |                                                                                 |
| 4月24日  | Yes!プリキュア5 ボーカルアルバム1 〜青春乙女LOVE&DREAM〜                                            | 夏木りん（竹内順子） | 「リバーシブル」                                                                                                  | テレビアニメ『Yes!プリキュア5』 関連曲                                          |
| 7月4日   | 家庭教師ヒットマンREBORN! ボンゴレファミリー総登場!死ぬ気で語れ!そして歌え!                         | 笹川了平（木内秀信）、リボーン（ニーコ）、沢田綱吉（國分優香里）、獄寺隼人（市瀬秀和）、山本武（井上優）、雲雀恭弥（近藤隆）、六道骸（飯田利信）、子供ランボ（竹内順子）         | 「晴れて極限」 | テレビアニメ『家庭教師ヒットマンREBORN!』 関連曲                                |
| 7月4日   | 家庭教師ヒットマンREBORN! ボンゴレファミリー総登場!死ぬ気で語れ!そして歌え!                         | 子供ランボ（竹内順子）、オトナランボ（津田健次郎）、リボーン（ニーコ）、沢田綱吉（國分優香里）、獄寺隼人（市瀬秀和）、山本武（井上優）、笹川了平（木内秀信）、雲雀恭弥（近藤隆） | 「雷はボンバーヘッド」                                                                                            | テレビアニメ『家庭教師ヒットマンREBORN!』 関連曲                                |
| 7月4日   | 家庭教師ヒットマンREBORN! ボンゴレファミリー総登場!死ぬ気で語れ!そして歌え!                         | 獄寺隼人（市瀬秀和）、リボーン（ニーコ）、沢田綱吉（國分優香里）、山本武（井上優）、笹川了平（木内秀信）、雲雀恭弥（近藤隆）、六道骸（飯田利信）、子供ランボ（竹内順子）         | 「嵐の爆弾野郎」 「雨の継承者」 「霧の憑依」 「孤高の浮き雲」 「大空の意志」                                      | テレビアニメ『家庭教師ヒットマンREBORN!』 関連曲                                |
| 7月4日   | 家庭教師ヒットマンREBORN! ボンゴレファミリー総登場!死ぬ気で語れ!そして歌え!                         | 沢田綱吉（國分優香里） with ボンゴレファミリー | 「ファミリー〜約束の場所〜」                                                                                      | テレビアニメ『家庭教師ヒットマンREBORN!』 関連曲                                |
| 11月9日  | Yes!プリキュア5 ボーカルアルバム2 〜VOCAL EXPLOSION!〜                                              | 夏木りん（竹内順子） | 「情熱」 | テレビアニメ『Yes!プリキュア5』 関連曲                                          |
| 11月9日  | Yes!プリキュア5 ボーカルアルバム2 〜VOCAL EXPLOSION!〜                                              | ぷりきゅあ5 | 「1,2, シュート！〜Five Explosion〜」                                                                             | テレビアニメ『Yes!プリキュア5』 関連曲                                          |
| 12月5日  | おねがいマイメロディ クリスマすっきり                                                               | クロミ（竹内順子）、柊恵一（置鮎龍太郎）、バク（前田登） | 「おめでとうクリスマス」                                                                                          | テレビアニメ『おねがいマイメロディ』関連曲                                      |
| 12月5日  | おねがいマイメロディ クリスマすっきり                                                               | クロミ（竹内順子） | 「ウィンターワンダーランド」 「クロイヒトミ 〜クリスマス Ver.〜」                                                 | テレビアニメ『おねがいマイメロディ』関連曲                                      |
| 12月5日  | おねがいマイメロディ クリスマすっきり                                                               | クロミ（竹内順子）、バク（前田登） | 「ママがサンタにキッスした」                                                                                      | テレビアニメ『おねがいマイメロディ』関連曲                                      |
| 12月5日  | 2008年                                                                                              | | |                                                                                 |
| 1月9日   | ぎょうざ牛丼セットのうた（ランボVSイーピン）                                                        | ランボ（竹内順子）、イーピン（チャン・リーメイ） | 「ぎょうざ牛丼セットのうた」 「ランボさんの野望」 「ラーメンのびちゃうのうた」                                    | テレビアニメ『家庭教師ヒットマンREBORN!』 関連曲                                |
| 7月23日  | NARUTO ALL STARS                                                                                    | うずまきナルト（竹内順子） | 「Distance」 「つぼみ」                                                                                           | テレビアニメ『NARUTO -ナルト-』 関連曲                                          |
| 8月6日   | Yes!プリキュア5GoGo! ボーカルアルバム1 My dear friend 〜プリキュアからの招待状〜                    | 夢原のぞみ（三瓶由布子）with 夏木りん（竹内順子） | 「リング・りん・リンク」 「おかえりなさい」                                                                       | テレビアニメ『Yes!プリキュア5GoGo!』 関連曲                                     |
| 8月6日   | Yes!プリキュア5GoGo! ボーカルアルバム1 My dear friend 〜プリキュアからの招待状〜                    | ぷりきゅあ5 | 「Shine 5 Hearts」                                                                                                | テレビアニメ『Yes!プリキュア5GoGo!』 関連曲                                     |
| 12月3日  | Yes!プリキュア5GoGo!ボーカルアルバム2 SWITCH ON！〜そして、世界は拡がっていく〜                     | ぷりきゅあ5 plus くるみ | 「明日、花咲く。笑顔、咲く。」                                                                                    | テレビアニメ『Yes!プリキュア5GoGo!』 関連曲                                     |
| 2010年   | | | |                                                                                 |
| 3月30日  | 蛍月夜                                                                                              | ネム（竹内順子） | 「蛍月夜」 | ドラマCD『停電少女と羽蟲のオーケストラ』 主題歌                                 |
| 7月21日  | 家庭教師ヒットマンREBORN! キャラクターアルバム SONG "RED" 〜famiglia〜                              | 笹川京子（稲村優奈）、三浦ハル（吉田仁美）、ランボ（竹内順子）、イーピン（チャン・リーメイ）、クローム髑髏（明坂聡美）                                                           | 「Tatta Latta」                                                                                                   | テレビアニメ『家庭教師ヒットマンREBORN!』 関連曲                                |
| 2011年   | | | |                                                                                 |
| 2月16日  | またね…のキセツ                                                                                     | イナズマオールスターズ | 「またね…のキセツ」                                                                                               | テレビアニメ『イナズマイレブン』エンディングテーマ                              |
| 2月16日  | またね…のキセツ                                                                                     | イナズマオールスターズ | 「最強で最高」 | テレビアニメ『イナズマイレブン』 関連曲                                         |
| 4月6日   | イナズマイレブン キャラクターソングオリジナルアルバム                                               | 円堂守（竹内順子）、壁山塀吾郎（田野めぐみ）&雷門中学校合唱部 | 「雷門中学校 校歌」                                                                                               | テレビアニメ『イナズマイレブン』 関連曲                                         |
| 4月6日   | イナズマイレブン キャラクターソングオリジナルアルバム                                               | 円堂守（竹内順子） | 「守ってみせる！」                                                                                                | テレビアニメ『イナズマイレブン』 関連曲                                         |
| 2012年   | | | |                                                                                 |
| 1月25日  | イナズマイレブンGO キャラクターソング オリジナルアルバム                                            | 円堂守（竹内順子） | 「だから絶対大丈夫」                                                                                              | テレビアニメ『イナズマイレブンGO』 関連曲                                       |
| 1月25日  | イナズマイレブンGO キャラクターソング オリジナルアルバム                                            | 円堂守（竹内順子）、染岡竜吾（加瀬康之） | 「あの樹の下に集まろう！」                                                                                        | テレビアニメ『イナズマイレブンGO』 関連曲                                       |
| 11月28日 | 『イナズマオールスターズ×TPK』キャラクターソングアルバム「マジで感謝！」                            | 円堂守（竹内順子）、鬼道有人（吉野裕行） | 「好きだからっ！」                                                                                                | テレビアニメ『イナズマイレブンGO』 関連曲                                       |
| 11月28日 | 『イナズマオールスターズ×TPK』キャラクターソングアルバム「マジで感謝！」                            | 円堂守（竹内順子）、松風天馬（寺崎裕香） | 「眩しい未来Yeah!!!」                                                                                             | テレビアニメ『イナズマイレブンGO』 関連曲                                       |
| 11月28日 | 『イナズマオールスターズ×TPK』キャラクターソングアルバム「マジで感謝！」                            | イナズマオールスターズ | 「マジで感謝! from イナズマオールスターズ」                                                                       | テレビアニメ『イナズマイレブンGO』 関連曲                                       |
| 2013年   | | | |                                                                                 |
| 8月14日  | イナズマオールスターズ×TPKキャラクターソングアルバム「感動共有!」                                   | 円堂守（竹内順子）、剣城京介（大原崇）、神童拓人（斎賀みつき）、霧野蘭丸（小林ゆう）                                                                                             | 「三日月スマイル」                                                                                                | テレビアニメ『イナズマイレブンGO』 関連曲                                       |
| 2014年   | | | |                                                                                 |
| 2月19日  | イナズマイレブンシリーズ5周年記念「本当にありがとう」                                               | 円堂守（竹内順子）、松風天馬（寺崎裕香） | 「本当にありがとう！」                                                                                            | テレビアニメ『イナズマイレブンGO ギャラクシー』エンディングテーマ               |
| 2017年   | | | |                                                                                 |
| 3月29日  | デジモンアドベンチャーtri. キャラクターソング デジモン編                                            | ゴマモン（竹内順子） | 「You can」 | OVA『デジモンアドベンチャー tri.』関連曲                                        |
| 2018年   | | | |                                                                                 |
| 5月2日   | Butter-Fly〜tri.Version〜                                                                           | 選ばれし子どもたち、デジモンシンカーズ、宮﨑歩、AiM with 和田光司 | 「Butter-Fly〜tri.Version〜」                                                                                     | OVA『デジモンアドベンチャー tri.』エンディングテーマ                            |
| 2021年   | | | |                                                                                 |
| 12月10日 | Greedy Greedy                                                                                       | クロミ（竹内順子） | 「Greedy Greedy」                                                                                                 | 『クロミ』関連曲                                                                |

### AZU名義
- サゥザンド・ナイツ
- はじまりの予感

### 本人名義
- ココロの欠片（2010年3月24日発売）
  1. ココロの欠片 feat.FEROS（『NARUTO -ナルト- 少年篇』エンディングテーマ）
  2. LIFE GOES ON（『キズナドライブ』主題歌）
- 新・百歌声爛II -女性声優編- （2012年2月8日発売）